# Villiger Fils
Pour les articles homonymes, voir Villiger.

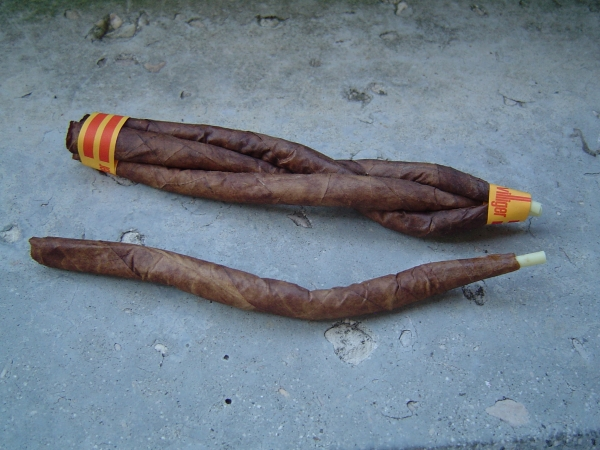
Original-Krumme Junior, fabriqué par Villiger

Villiger Fils (en allemand Villiger Söhne AG) est une entreprise suisse fondée en 1888 par Jean Villiger et fabricant des cigares.

## Histoire
L'entreprise est fondée en 1888 à Pfeffikon, dans le canton de Lucerne, par Jean Villiger en tant que fabrique de cigares. La région compte à l'époque de nombreux producteurs de cigares.
Lorsque Jean Villiger meurt en 1902 à l'âge de 42 ans, Louise Villiger prend la place de son mari. En 1910, ses deux fils Hans et Max Villiger entrent dans la direction de l'entreprise. C'est également en 1910 que l'entreprise ouvre une succursale à Tiengen, en Allemagne, en raison d'une nouvelle taxe à l'importation mise en place en Allemagne. Hans et Max Villiger développent ensuite l'entreprise pour en faire un important fabricant de cigares en Europe.
En 1935, ils rachètent la fabrique de cigares Geska à Schönaich à ses propriétaires juifs, la famille Strauss, qui doivent quitter le pays. En 1948, un procès en restitution a lieu à Stuttgart, mais la vente de 1935 est déclarée valable. Selon une enquête de la Schweizer Radio DRS en 1989, Villiger Fils a acheté cinq autres fabriques de cigares en Allemagne entre 1935 et 1940,. Villiger Fils compte alors 2000 employés dans ce pays, l'utilisation de machines pour la fabrication de cigares y étant interdite jusqu'en 1957.
À partir de 1940/1941, Hans et Max Villiger, qui servent dans l'armée Suisse, ne sont plus autorisés à se rendre en Allemagne par les autorités allemandes. L'une des usines du groupe, située à Munich, est par ailleurs détruite pendant la guerre. En 2000, l'entreprise reconnaît avoir employé deux travailleurs forcés pendant la Seconde Guerre mondiale.
Hans prend sa retraite en 1954 et Heinrich, le fils aîné de Max lui succède. En 1958, Heinrich prend plus spécifiquement la direction de la partie allemande de l'entreprise. En 1966, Kaspar Villiger, le fils cadet, succède à son père. Heinrich et Kaspar détiennent désormais chacun 50% de l'entreprise familiale.
En 1980, en raison du recul des ventes de cigares, l'entreprise achète la fabrique de vélos Kalt à Buttisholz et diversifie ainsi ses activités,. Après que Kaspar Villiger est élu au Conseil fédéral en 1989 et a vendu ses parts dans l'entreprise, Heinrich Villiger est resté le seul directeur du groupe Villiger. À ce moment-là, une fusion est alors également discutée avec l'entreprise Burger fils, mais les pourparlers n’aboutissent pas. L'entreprise compte  environ 800 employés en 1989.
Avec des partenaires commerciaux cubains, il fonde en 1989 la première joint-venture pour l'importation et la distribution exclusives de cigares de La Havane en Allemagne, la Fifth Avenue Products Trading GmbH,. Cette société appartient à 55% à la société d'État cubaine Cubatabaco et à 45% à Villiger Fils. En 1994, Villiger Fils reprend, en association avec la société d'import-export genevoise Diramex, l'exclusivité de la distribution de cigares cubains en Suisse détenue jusque-là par Weitnauer Tabak, cette dernière entreprise étant obligée de rompre ses relations commerciales avec Cuba pour pouvoir conserver les magasins qu'elle détient aux États-Unis.
En 1991, l'entreprise contrôle 35 % du marché suisse du cigare et 15 % du marché allemand. Il détient également 10 % du marché suisse du vélo. La même année, Villiger Fils achète la fabrique de vélos Diamant à Chemnitz, dans l'ancienne Allemagne de l'Est.
En mars 2016, Heinrich Villiger quitte la direction opérationnelle de l'entreprise.

## Produits
L'entreprise fabrique des cigarillos et des cigares pour une quantité d'1,5 milliard par année. Elle compte deux succursales en Allemagne, à Tiengen et à Bünde.
Le site de Tiengen emploie 180 personnes. (octobre 2015). La distribution s'effectue dans plus de 100 pays. Des cigares spéciaux y sont également roulés à la main, comme par exemple le Villiger Original-Krumme.

## Marques
Parmi les marques possédées par Villiger, on peut citer : Habana Feu, Villa Dominicana, Villiger Virginia, Cortez, Playboy, Rio 6, Villiger Export, Villiger Kiel, Braniff, Villiger Premium, Villiger Original Krumme, Villiger Original Krumme junior, Villiger Americanos, Villiger President, St- Louis Blues, St. Louis Queen, Santa Damiana, Bock, La Meridiana, Constellation, La Libertad, Habana Feu Petit, Villiger Tubes, Dominico, Villiger 1888, VegaFina, Villiger Serie Dominicana, 1492 Exquisitos, La Capitana, San'Doro.